# Steve Biko FC
L'Steve Biko Football Club és un club gambià de futbol de la ciutat de Bakau.
El nom del club fa referència a l'activista africà Steve Biko. Va ser fundat el 1978. El 1989 debutà per primer cop a primera divisió.

## Palmarès
- Lliga gambiana de futbol: [5]
  - 2013

- Copa gambiana de futbol: [6]
  - 2000